# Chiesa di Santa Maria delle Grazie (Pavia)
La chiesa di Santa Maria delle Grazie, detta anche di Santa Teresa, è un edificio religioso situato a Pavia, in Lombardia.

## Storia
La chiesa fu eretta nel luogo dove sorgeva un'edicola dedicata alla Madonna (realizzata nel 1578), a partire dal 1609 fuori dalla Porta di Santa Giustina in seguito alla "miracolosa" guarigione di un ragazzo, un certo Agostino Rattazzi, paralitico fin dalla nascita. La chiesa, consacrata a Santa Maria delle Grazie, ma in seguito nota anche come chiesa di Santa Teresa, si trova fuori dal centro storico, lungo quello che era un tratto della Via Francigena, e fu edificata per volere di Giovan Battista Biglia, all'epoca vescovo di Pavia. Presso la chiesa sorse un convento dei carmelitani scalzi, dotato di un grande chiostro (ora scomparso) nel 1627. Nel 1799 il convento venne soppresso e la chiesa fu trasformata prima in stalla e poi in fabbrica di salnitro, mentre il convento venne quasi integralmente demolito. Il vescovo di Pavia Luigi Tosi riscattò l'edificio, che era destinato alla demolizione, e riaprì al culto la chiesa nel 1824. Nel 1897 il vescovo Agostino Gaetano Riboldi affidò il santuario ai padri Salesiani e, nel 1942, la chiesa fu elevata a parrocchia. Nell'aprile del 1995 papa Giovanni Paolo II l'ha elevata al rango di basilica minore. All'interno della chiesa si conservano tele ed affreschi dei Fiammenghini, dei Montalto e di Giulio Cesare Procaccini, mentre il campanile fu ultimato nel 1748.

## Descrizione
La chiesa, originariamente, era parte di un grande complesso costituita dal convento dei frati carmelitani scalzi, affiancato da un grande chiostro quadrato, della misura di 60 pertiche, di tutto ciò, si conservano oggi solo il campanile settecentesco e la chiesa. La facciata (non ultimata e priva di rivestimento) nei progetti doveva essere unita alla città da un grande porticato, che tuttavia non fu mai realizzato. La planimetria è ad aula unica, arricchita da ben 34 colonne in granito, unite da fascia a stucchi, sopra le quali s'innalza la copertura a volte. L'interno è ricco di stucchi e affreschi, in particolare si trovano opere dei fratelli Giovanni Mauro e Giovanni Battista della Rovere, detti Fiammenghini, nel presbiterio e lungo la navata (realizzati tra il 1629 e il 1636), mentre sull'arco dell'altare maggiore si trova un grande affresco realizzato dai Montalto nel 1641. Nelle cappelle laterali si trovano altre opere, quali L'Estasi di Santa Teresa di Giulio Cesare Procaccini, L'Immacolata Concezione di Pietro Antonio Magatti, San Francesco di Sales e San Francesco di Paola di Domenico Pedrini o il Transito di Sant'Agostino di Everardo de Doort (1616). Mentre nella seconda cappella a sinistra dell'altare è conservato l'affresco cinquecentesco miracoloso raffigurante la Vergine con il Bambino.

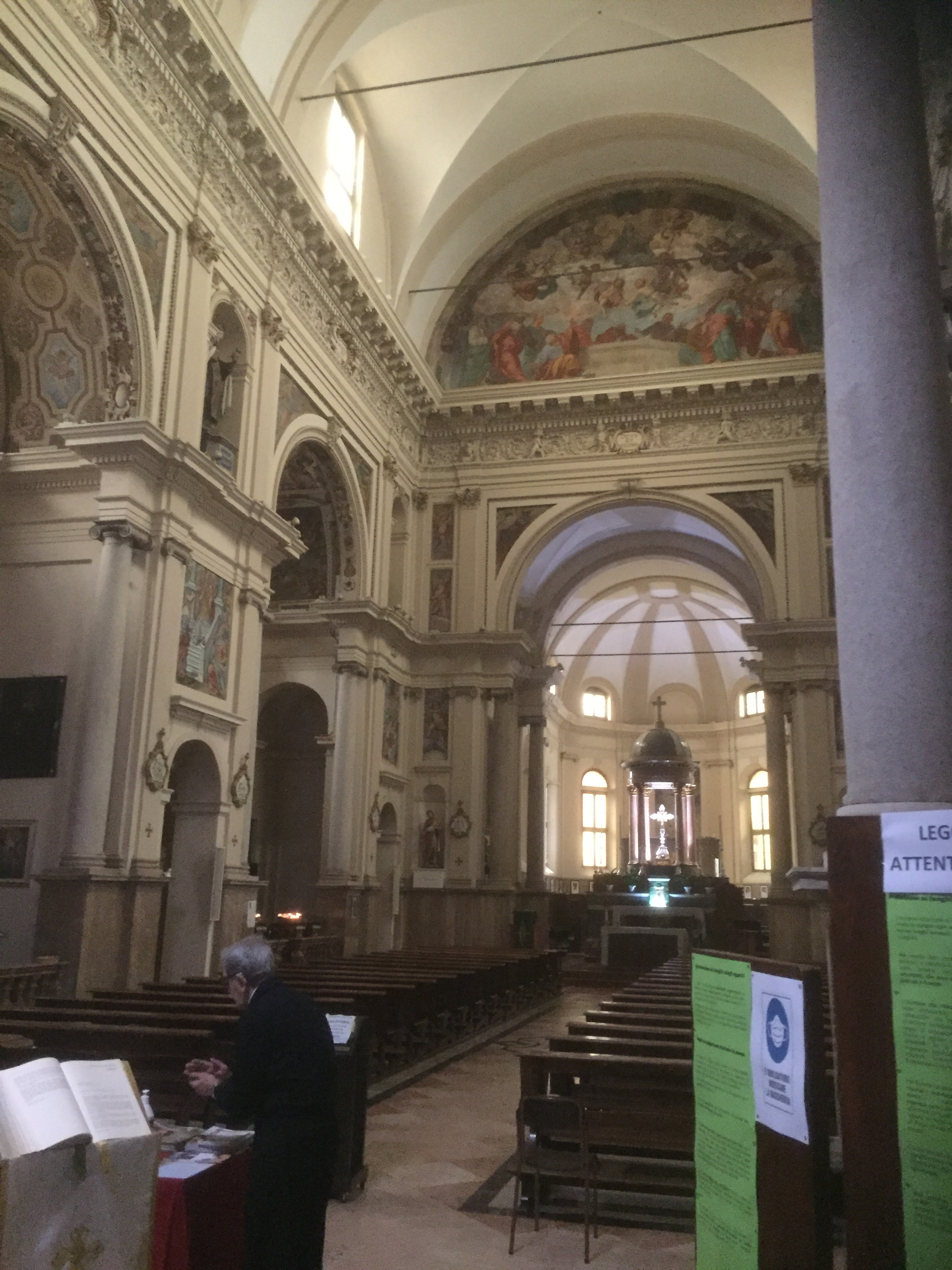
L'interno.
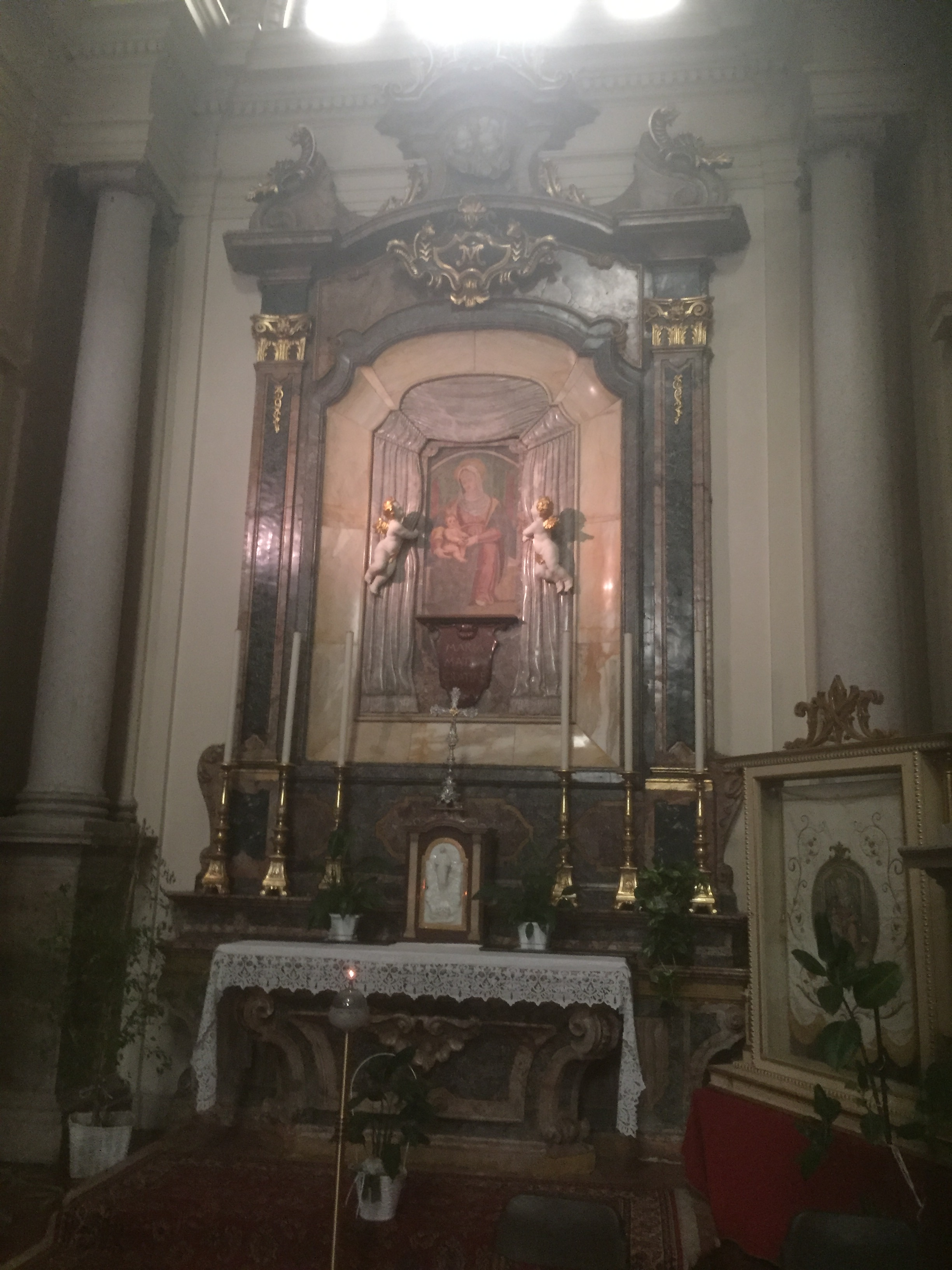
L'affresco miracoloso.
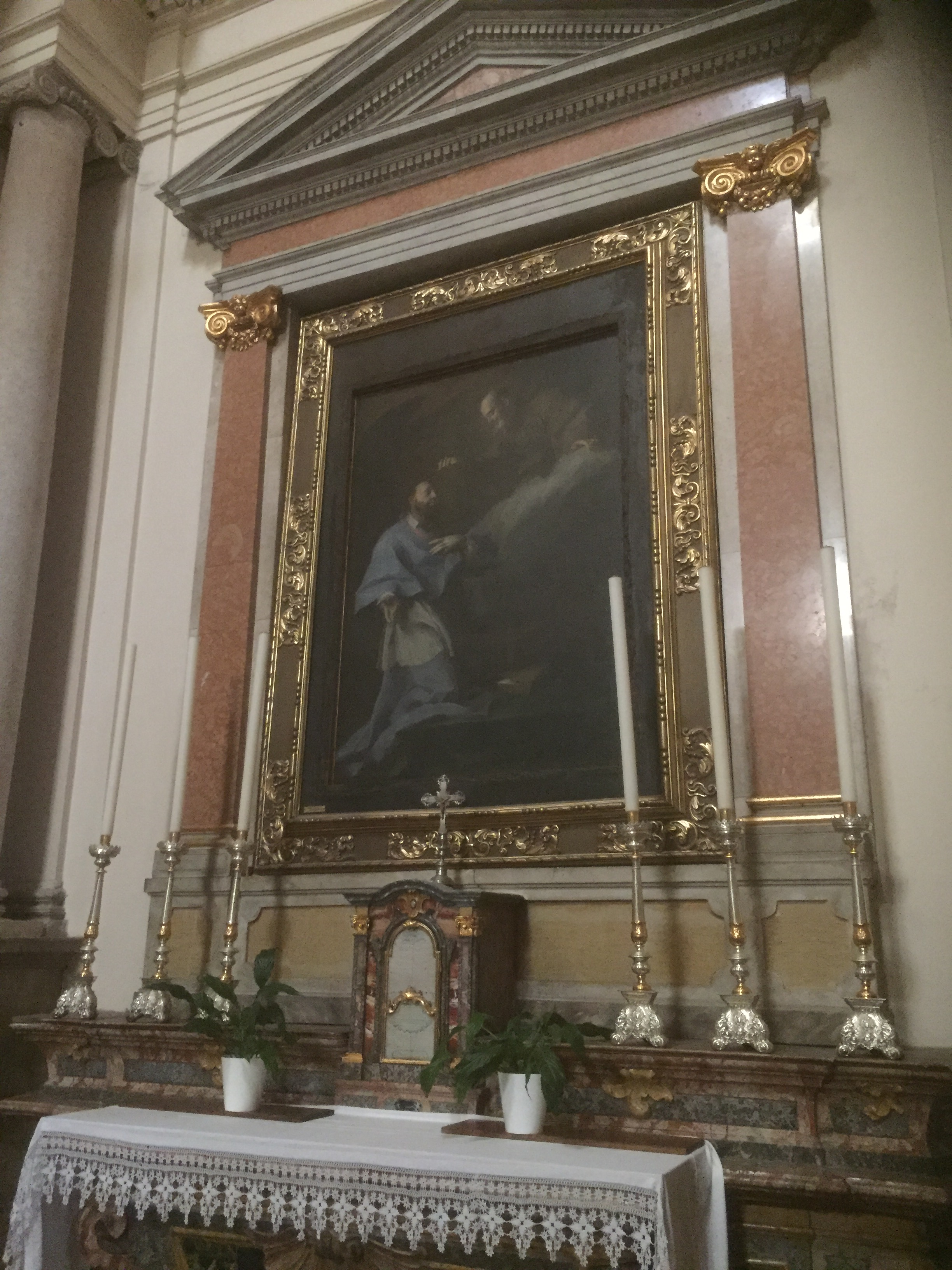
La tela di Domenico Pedrini.
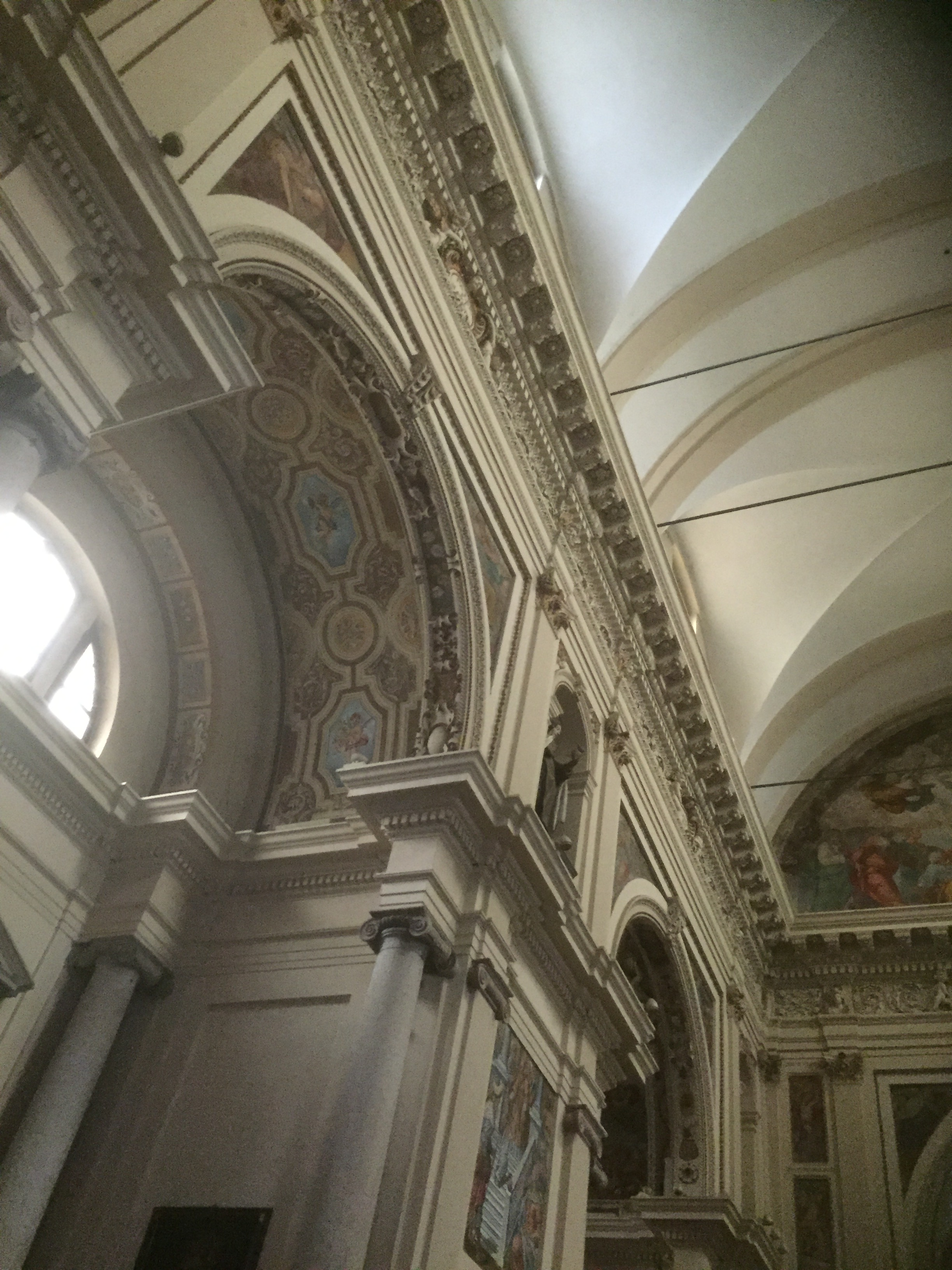
L'interno.
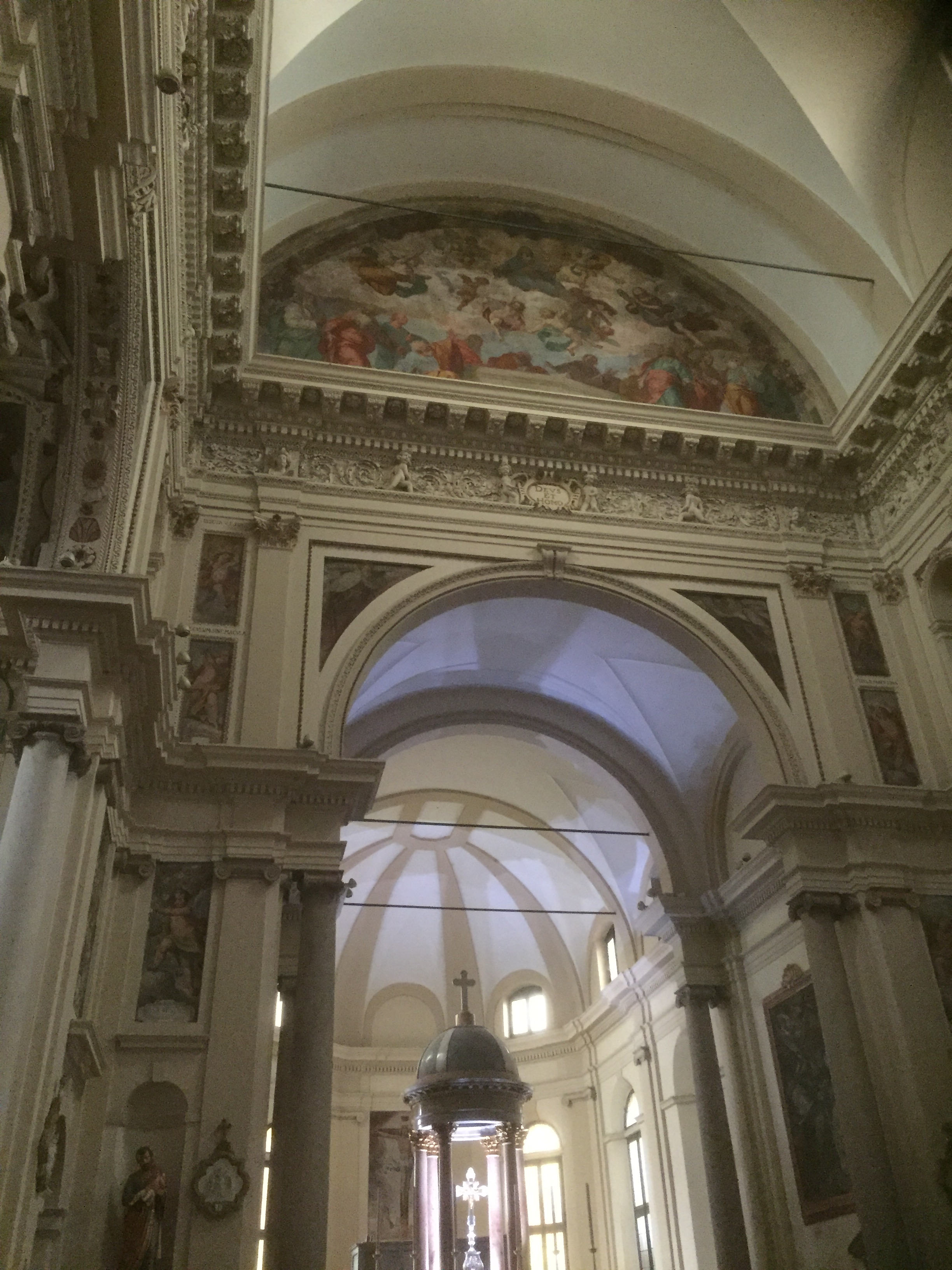
L'altare.